# Phorocera flavipalpis
Phorocera flavipalpis är en tvåvingeart som beskrevs av Mary E. Palm 1876. Phorocera flavipalpis ingår i släktet Phorocera och familjen parasitflugor. Inga underarter finns listade i Catalogue of Life.